# フレデリク・ソーレンセン
フレデリク・ソーレンセン（Frederik Hillesborg Sørensen, 1992年4月14日 - ）は、デンマーク・ロスキレ出身のサッカー選手。テルナーナ・カルチョに所属。ポジションはDF。

## 経歴

### クラブ
2007年にリンビーBKの下部組織に加入。2010年8月にはユヴェントスFCの下部組織へレンタル移籍した。トップチームに怪我人が続出したため、11月7日のACチェゼーナ戦にスタメンとしてセリエAデビューを果たした。2011年5月にユヴェントスが買取オプションを行使し、ユヴェントスへの完全移籍が決まる。2012年1月にボローニャFCが250万ユーロで共同保有権を獲得。2012-13、13-14シーズンも共同保有が延長され、ボローニャでプレーしている。
2015年7月11日、1.FCケルンへ2019年6月までの4年契約で完全移籍した。
2019年8月18日、BSCヤングボーイズに1年間レンタルすることが決まった。
2021年1月22日、ケルンとの契約を解消し、デルフィーノ・ペスカーラ1936と契約した。

### 代表
各年代別のデンマーク代表を経験。UEFA U-21欧州選手権2011の代表メンバーに選出されたが、本大会での出場機会はなかった。

## タイトル
1.FCケルン
- 2. ブンデスリーガ : 2018-19